# Beacon Ridge
Beacon Ridge (von englisch beacon ‚Leuchtturm, Signalfeuer‘) ist ein Gebirgskamm im ostantarktischen Königin-Maud-Land. Er ragt in der Sverdrupfjella auf.
Erstmals verzeichnet ist er auf einer südafrikanischen Landkarte aus dem Jahr 1993. Der Benennungshintergrund ist nicht hinterlegt.